# 阿波おどり会館
阿波おどり会館（あわおどりかいかん）は、徳島県徳島市が設置する阿波おどり関連の展示、実演を行う文化施設である。毎年8月のお盆期間4日間に開催される日本の著名な伝統芸能の一つである阿波おどりが年間を通じて楽しめることをコンセプトにしている。当会館は阿波おどりの高張り提灯をモチーフとして逆台形のユニークな外観に設計されており、1999年（平成11年）7月に開館した。
管理委託制度時の管理委託及び指定管理者制度導入後の指定管理者は開館以来徳島市観光協会であったが、徳島市議会は2017年12月に、2018年4月から2023年3月までの5年間の指定管理者に、徳島市観光協会ではなく阿波おどり会館・眉山ロープウェイ運営共同事業体（徳島新聞社・エアトラベル徳島から構成）を選定。2023年4月から2028年3月までの5年間の指定管理者に、阿波おどり未来継承まちづくり共同体（公益財団法人徳島市文化振興公社・徳島都市開発株式会社から構成）を選定し管理・運営を行っている。

## 利用案内

### 開館時間
- 9:00～21:00

3階阿波おどりミュージアムは9:00～17:00
5階眉山ロープウェイ山麓駅は9:00～17:30（4月～10月は21:00まで延長）
2023年3月31日までに阿波おどり会館・眉山ロープウェイ運営共同事業体が発行した利用券も2024年3月31日まで利用可能である。2024年4月1日以降の利用に関しては、原則として阿波おどり未来継承まちづくり共同体が発行した利用券のみ有効。

### 休館日
- 2月・6月・9月・12月の第2水曜日（祝日の場合翌日）

年末年始（12月28日～1月1日）

## 施設案内
- 5階
  - 眉山ロープウェイ山麓駅
  - モラエスギャラリー サウダーデ
- 4階
  - 活動室（貸室）
- 3階
  - 阿波おどりミュージアム
- 2階
  - 阿波おどりホール（総席数：250席）
  - ギャラリースペース
- 1階
  - エントランスホール

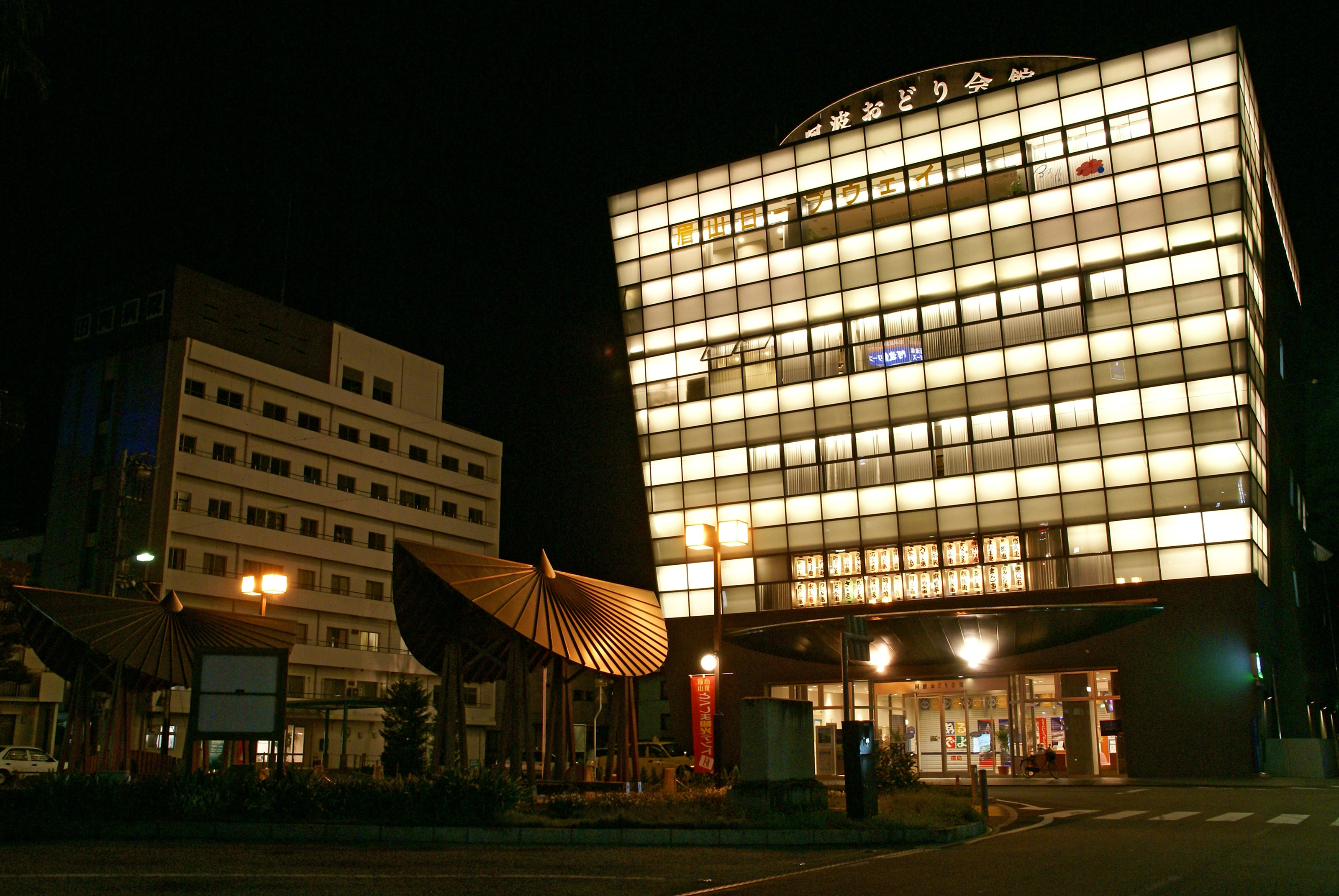
夜間にライトアップされた阿波おどり会館

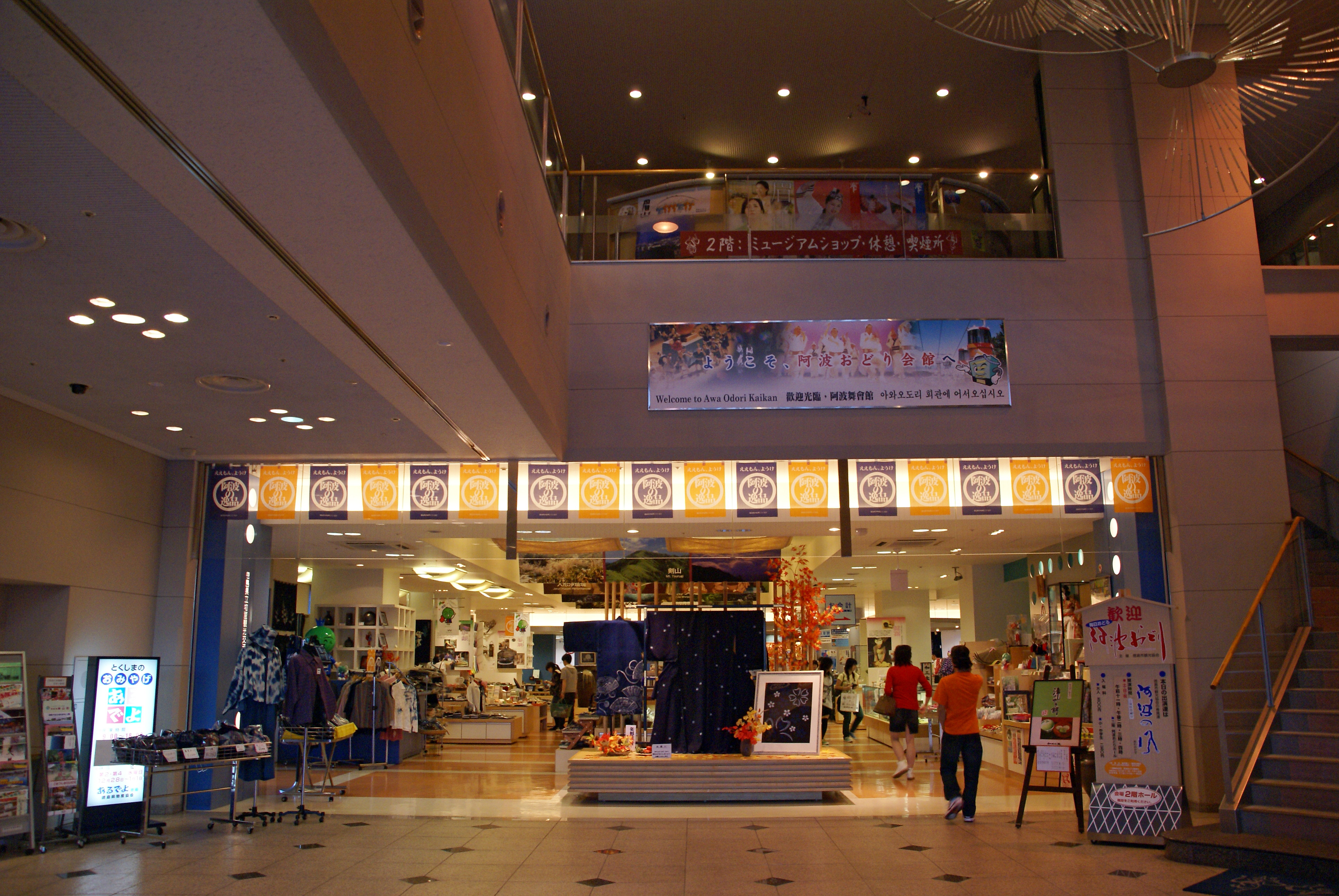
エントランスホール（1階）

  - 徳島県物産観光交流プラザ（あるでよ徳島）
  - インフォメーション
  - 駐車場

## 阿波おどり実演
- 阿波おどりホールで1年を通じて阿波踊りの実演が行われる。
- 昼間は阿波おどり会館専属連により1日4回40分の実演が行われる。
- 夜間は阿波おどり振興協会および徳島県阿波踊り協会徳島支部所属の33の有名連（長期にわたって活動しているグループ）により順次1日1回50分の実演が行われる。（実演回数等は2024年1月現在）

## 周囲施設
- 新町川水際公園
- 藍場浜公園
- 東新町商店街
- 西新町商店街

## 交通アクセス
- JR徳島駅より徒歩約10分
- 徳島自動車道徳島ICより車で約20分
- 徳島阿波おどり空港より車で約30分

## 近隣駐車場
- 阿波おどり会館駐車場
- 眉山パーキング
- 新町地下駐車場

以上3箇所は割引あり